# Siphanta
Siphanta är ett släkte av insekter. Siphanta ingår i familjen Flatidae.

## Bildgalleri

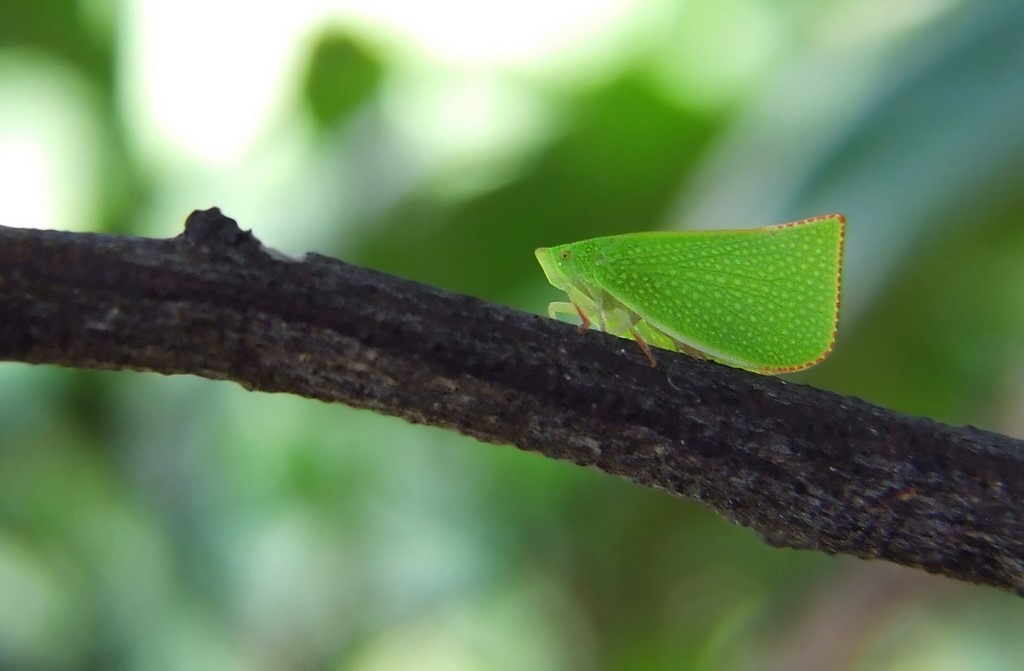
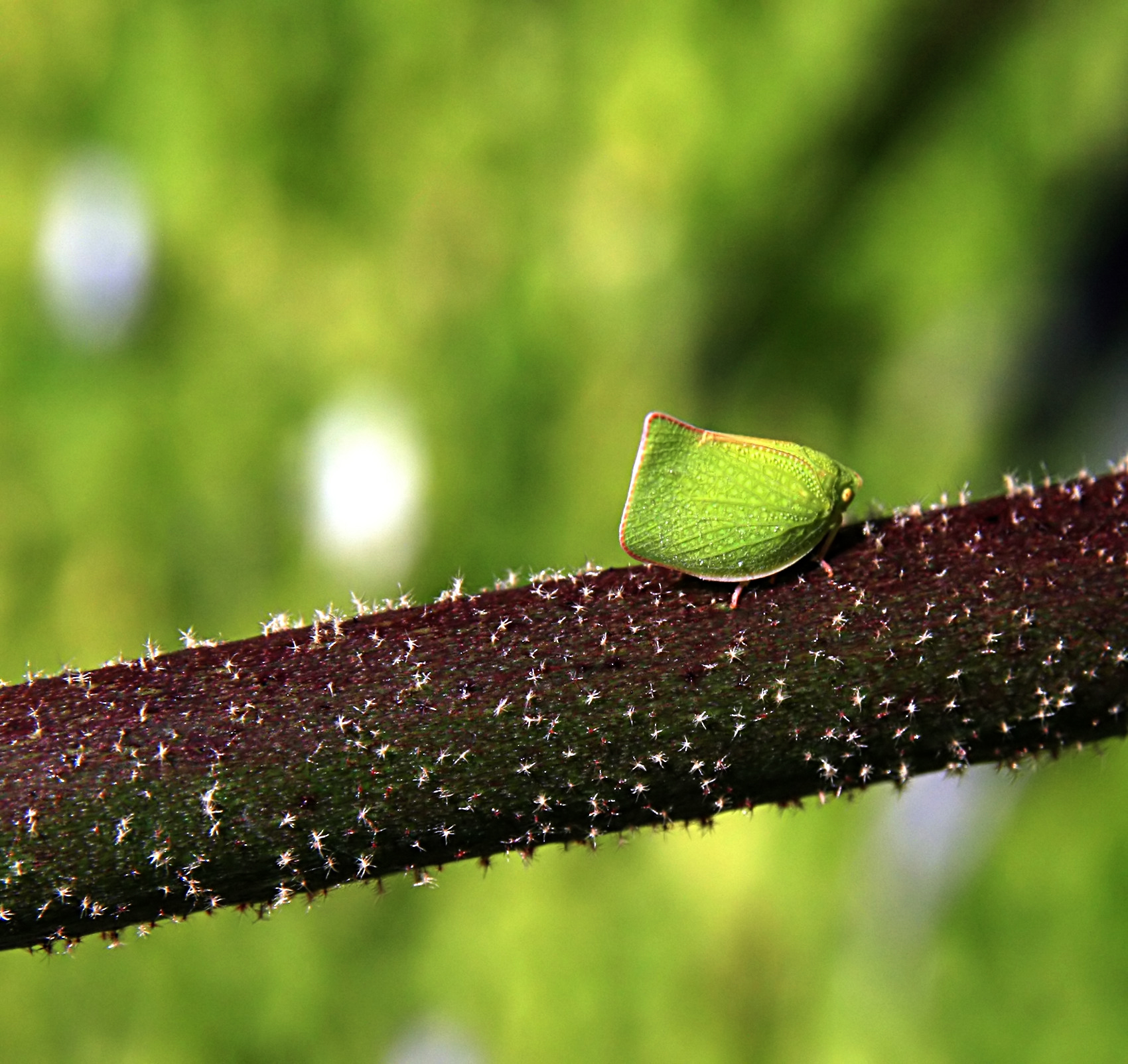
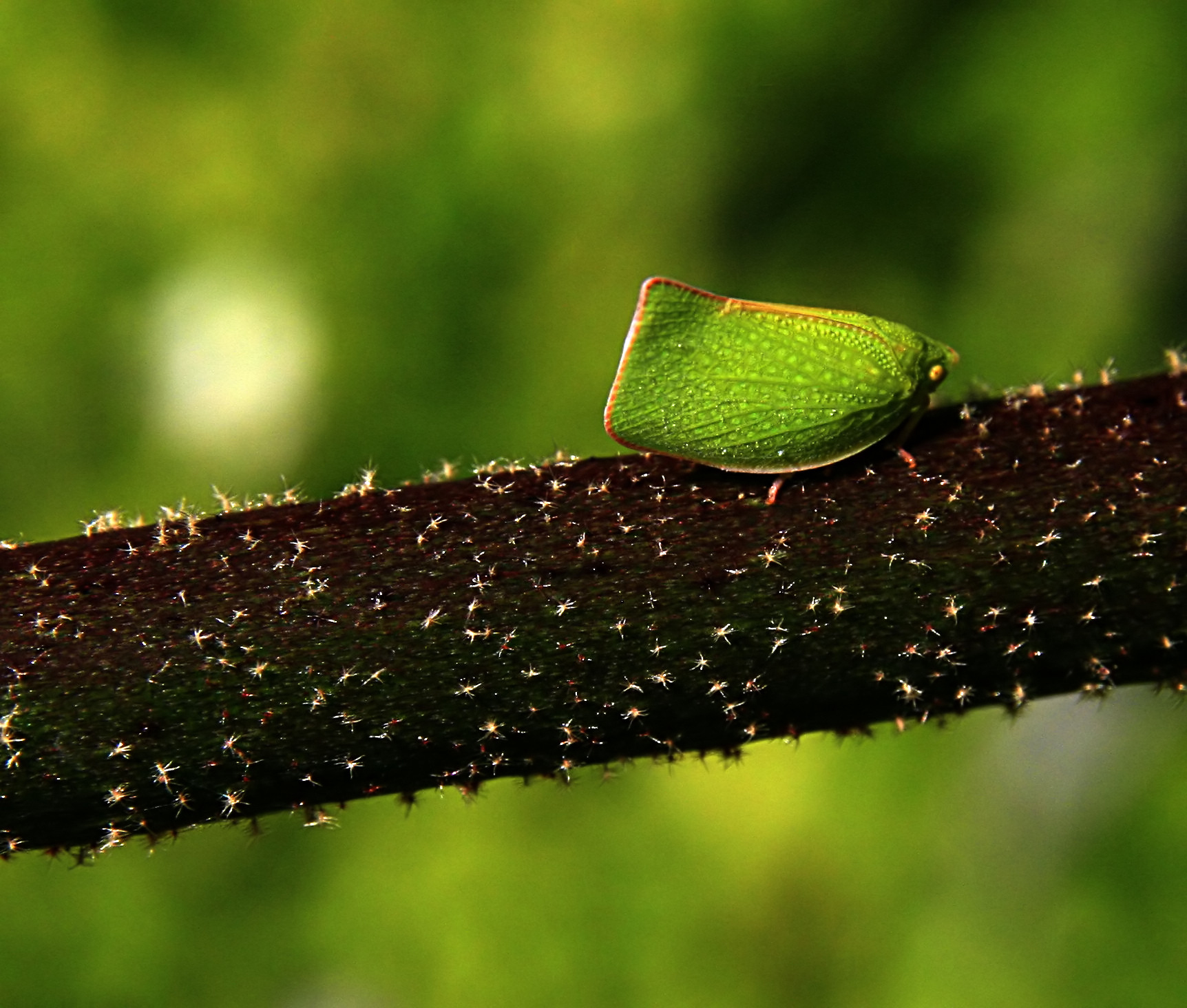
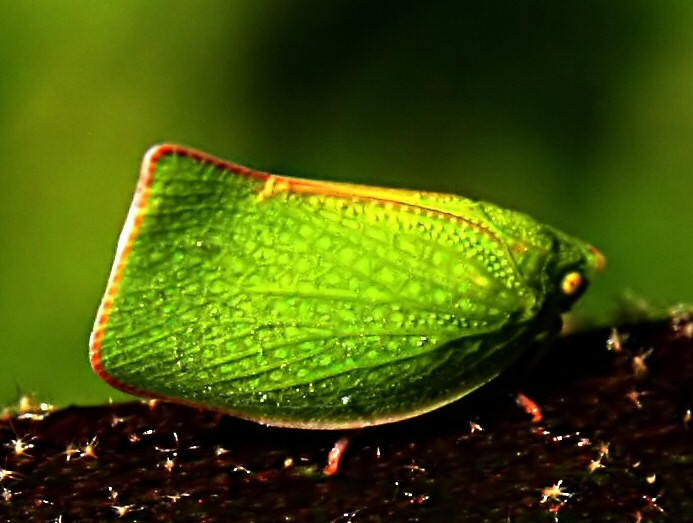
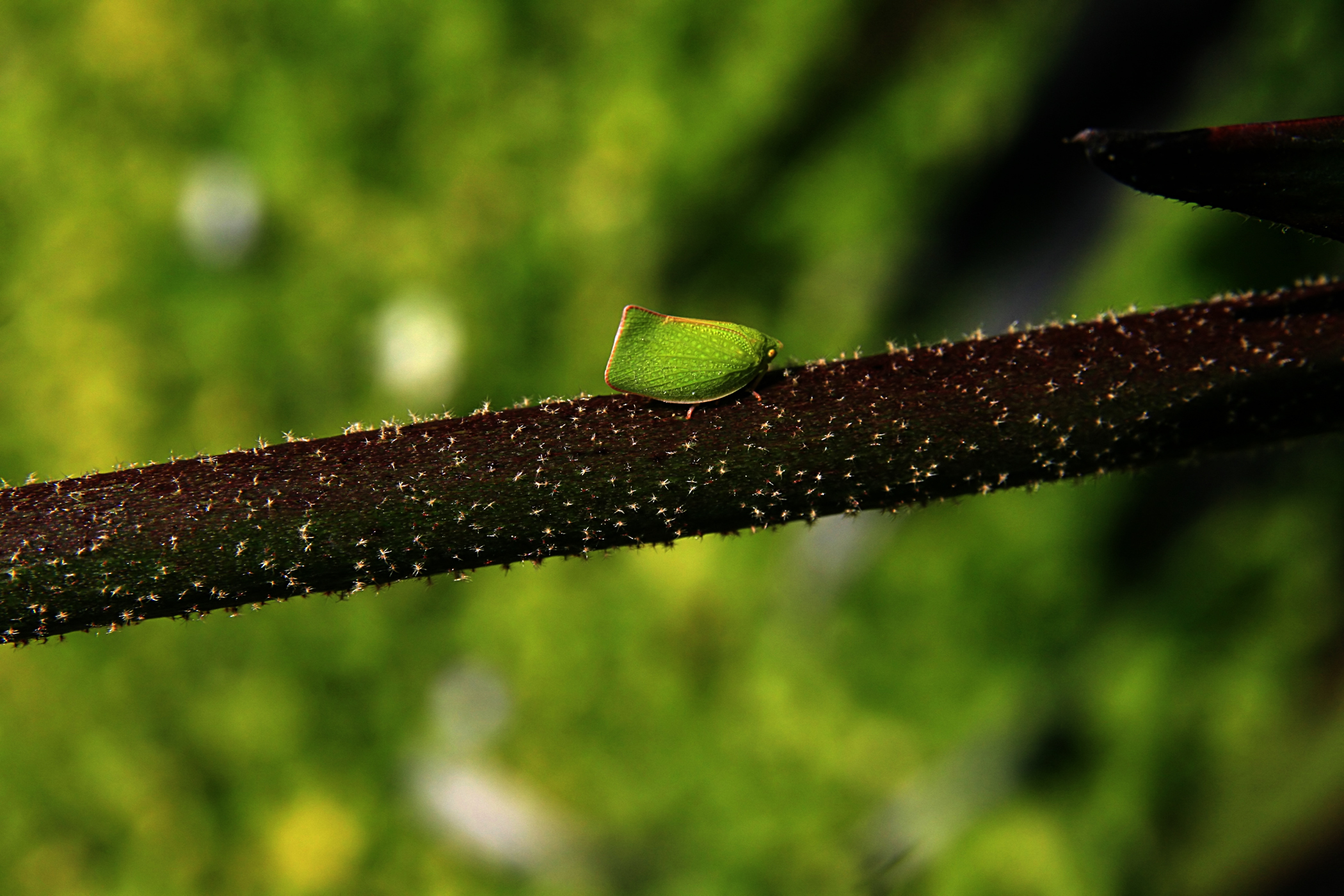
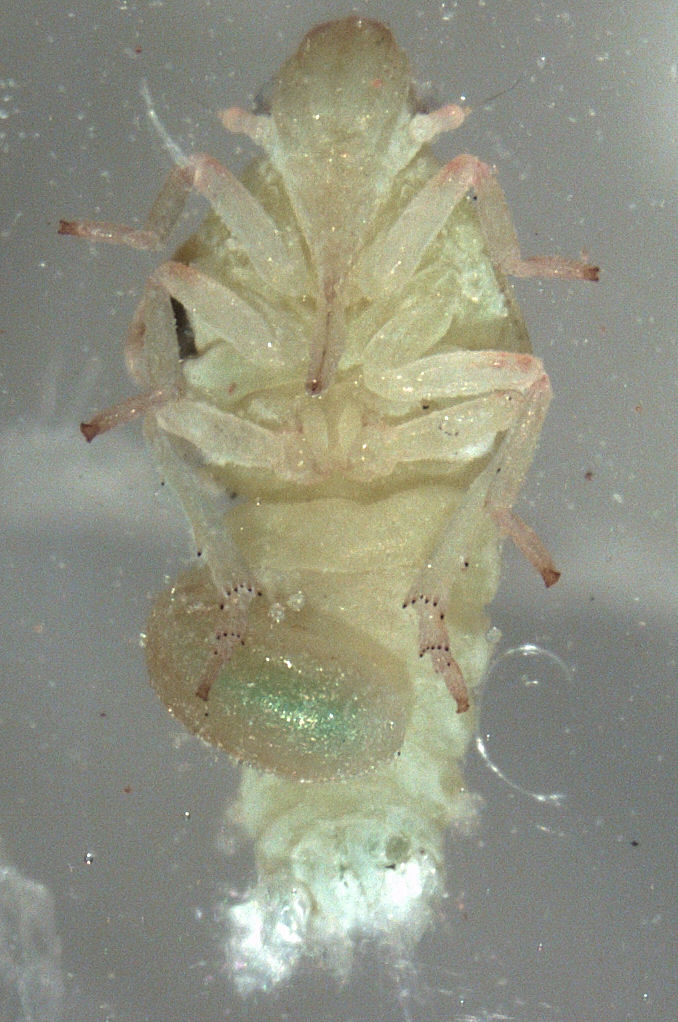

## Dottertaxa tillSiphanta, i alfabetisk ordning[1]
- Siphanta acuta
- Siphanta acutipenins
- Siphanta acutipennis
- Siphanta angularis
- Siphanta angustata
- Siphanta anomala
- Siphanta atomaria
- Siphanta bifida
- Siphanta compacta
- Siphanta constricta
- Siphanta eberhardi
- Siphanta expatria
- Siphanta fusca
- Siphanta galeata
- Siphanta gallowayi
- Siphanta glauca
- Siphanta granulata
- Siphanta granulicollis
- Siphanta gregaria
- Siphanta griseoviridis
- Siphanta hackeri
- Siphanta hebes
- Siphanta kurandae
- Siphanta lucindae
- Siphanta luteolineata
- Siphanta lynae
- Siphanta montana
- Siphanta nubecula
- Siphanta occidentalis
- Siphanta parva
- Siphanta patruelis
- Siphanta peracuta
- Siphanta recurva
- Siphanta roseicincta
- Siphanta similis
- Siphanta solitaria
- Siphanta striata
- Siphanta subgranulosa
- Siphanta tasmanica
- Siphanta thambeos
- Siphanta tropica
- Siphanta unicolor